# طريق سريع ذكي
الطريق الذكي (بالإنجليزية: Smart highway)‏ هي الطريق التي تُستخدم فيها التقنيات الإلكترونية بهدف تحسين تشغيل المركبات ذاتية القيادة التي تستخدم تلك الطريق (CAVs)، وأيضًا لتحسين الإشارات الضوئية وإنارة الشوارع، وكذلك لمراقبة حالة الطريق، ومستويات حركة المرور وسرعة المركبات.

## أنظمة النقل الذكية
تشير أنظمة النقل الذكية عادة إلى استخدام تكنولوجيا المعلومات والاتصالات (بدلاً من الابتكارات في بناء الطرق) في مجال النقل البري والبنية التحتية والمركبات والمستخدمين، وفي إدارة حركة المرور ‏ وإدارة التواصل أثناء التنقل، وكذلك واجهات مع وسائل النقل الأخرى.

## ألواح الطرق الشمسية

### الاقتراح
الفكرة الرئيسية لألواح الطرق الشمسية هي استغلال المساحة التي تشغلها الطرق لتوليد الكهرباء عبر الألواح الكهروضوئية، مثبتة بدلا من سطح الطريق الخرساني أو الأسفلتي التقليديين واقترحت وظائف أخرى لألواح الطرق الشمسية. أحد هذه الاقتراحات هو استخدامها لتشغيل مصابيح الليد لإنشاء علامات طريق ديناميكية، مثل علامات الممرات، أو رسائل تحذيرية مثل لافتات "تقليل السرعة". وكما اقترح استخدامها لتشغيل عناصر التسخين التي تنتج طاقة كافية لإزالة الجليد والثلوج من الطرق. وأيضًا اقرحت إمكانية تشغيل تقنية الشحن اللاسلكي لإعادة شحن بطاريات السيارات الكهربائية التي تسير فوق الألواح.

### النقد
أبرز النقاد أن الطرق الشمسية ستكون أكثر تكلفة، وذلك بسبب تكلفة الألواح والصيانة المكثفة المطلوبة المرتبطة بها. علاوة على ذلك، فقد جادلوا بأنها أقل إنتاجية من الأشكال التقليدية للبنية التحتية للطاقة الشمسية، حيث لا يمكن توجيه الألواح بزاوية نحو الشمس، مما يتطلب زجاجًا أكثر سمكًا لتحمل وزن حركة المرور ونقص تبريد الألواح.

### تجارب
بحلول أغسطس 2018، انهار طريق تجريبي يبلغ طوله كيلومترًا واحدًا في فرنسا يسمى واتواي، وهو أطول طريق للطاقة الشمسية في العالم، افتتحته سيغولين رويال، وزيرة البيئة في ديسمبر 2016. ووصفته صحيفة لوموند بأنه إخفاق تام، وقد أنتجت نصف كمية الكهرباء المتوقعة، كما خلقت ضوضاء مزعجة من حركة المرور، وتدهورت بشكل كبير على مدى عامين.

## روابط خارجية
- الطرق الشمسية